# Abraham (sura)
Abraham (arabsko Ibrahim) je 14. sura (poglavje) v Koranu, ki jo sestavlja 52 ajatov (verzov). Je meška sura.
Med opravljanjem molitve (salata oz. namaza) pri tej suri verniki opravijo 7 ruku'jev (priklonov).